# PPSh-41
El subfusil automático soviético PPSh-41,  fue un subfusil diseñado por Gueorgui Shpaguin como una alternativa barata y simplificada del subfusil PPD-40. El PPSh-41 era un subfusil automático alimentado mediante cargador, accionado por retroceso y que disparaba a cerrojo abierto. Hecho principalmente de acero estampado, puede ser cargado con un cargador de caja o uno de tambor, usando la munición para pistola 7,62 × 25 mm Tokarev. Fue una de las principales armas ligeras de las fuerzas armadas soviéticas durante la Segunda Guerra Mundial. La cantidad total de subfusiles PPSh-41 fabricados durante la Segunda Guerra Mundial se estima en más de 6 millones. El subfusil estaba hecho principalmente de chapa de acero estampada, podía ser alimentado mediante un cargador curvo, o un cargador de tambor, y disparaba el cartucho 7,62 × 25 mm Tokarev. El PPSh-41 fue ampliamente utilizado durante la Segunda Guerra Mundial y la guerra de Corea. El Viet Cong todavía lo empleaba en la década de 1970, junto con el subfusil chino Tipo 50 (una copia sin licencia). Según la edición de The Encyclopedia of Weapons of World War II de 2002, el PPSh-41 todavía es empleado por algunos ejércitos irregulares.

## Historia

### Segunda Guerra Mundial
La necesidad de desarrollar el PPSh se hizo notar durante la Guerra de Invierno contra Finlandia, donde se observó que los subfusiles eran armas sumamente efectivas en combate a corta distancia en bosques o zonas urbanas. El arma fue desarrollada a mediados de 1941 y producida en una red de fábricas de Moscú, en las cuales miembros de alto rango del Partido Comunista respondían directamente por obtener las metas de producción.
Unos cuantos centenares de subfusiles fueron fabricados en noviembre de 1941 y otros 155.000 fueron producidos en los cinco meses siguientes. Para la primavera de 1942, las fábricas apenas producían 3.000 subfusiles PPSh-41 al día. El PPSh-41 es un clásico ejemplo de diseño adaptado para la producción en masa (otros ejemplos de diseños para tiempo de guerra son el M3, el MP40 y el Sten). Sus piezas (excepto el cañón), podían ser producidas por trabajadores con poca experiencia empleando las herramientas y maquinarias disponibles en un taller automotriz o de hojalatería, haciendo que los trabajadores con más experiencia estén disponibles para otras tareas. El PPSh-41 tenía 87 piezas, en comparación a las 95 del PPD-40 , pudiendo ser construido en 7,3 horas frente a las 13,7 horas de un PPD-40. La producción de cañones era frecuentemente simplificada al usar cañones de viejos fusiles Mosin-Nagant de 7,62 mm para obtener los de los PPSh-41: el cañón del fusil era cortado a la mitad y se producían dos cañones de PPSh-41 después de unirles la recámara para el cartucho 7,62 x 25 Tókarev.

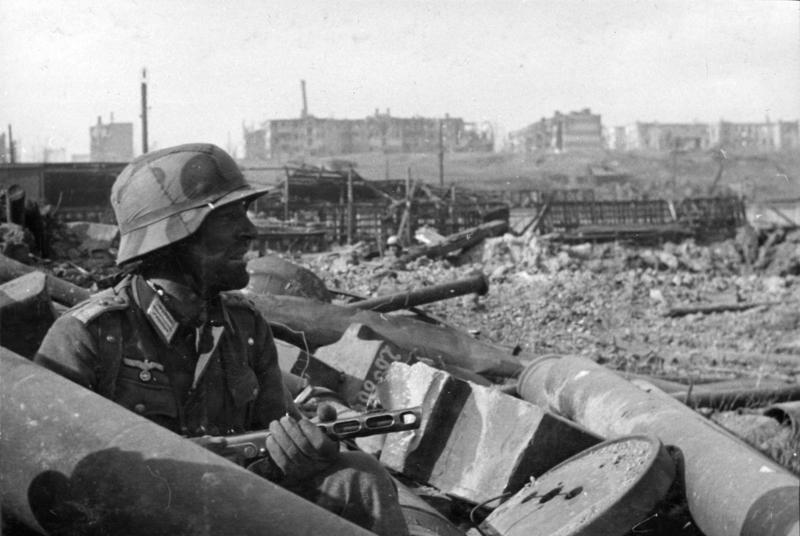
Soldado alemán armado con un PPSh-41 entre las ruinas de Stalingrado, 1942.

Los soldados alemanes, en muchas ocasiones, preferían emplear los PPSh-41 que capturaban al enemigo. Esto se debía en gran parte a la mayor capacidad del cargador; además, el subfusil disparaba sin problemas incluso los cartuchos de la pistola Mauser C96, idénticos en dimensiones a los 7,62 x 25 Tókarev, aunque un poco menos potentes. Algunos PPSh-41 capturados fueron recalibrados para disparar los cartuchos 9 x 19 Parabellum y poder emplear el cargador del MP40, con la denominación de MP41(r). Los PPSh-41 capturados que no fueron recalibrados recibieron la denominación MP717(r) y fueron suministrados con cartuchos 7,63 x 25 Mauser. También se imprimieron y distribuyeron manuales del PPSh-41 en alemán al Heer.
La Unión Soviética también experimentó con el PPSh-41 como arma antipersona de ataque a tierra, montando docenas de subfusiles en soportes en el morro del Tu-2sh, variante del bombardero Túpolev Tu-2.
Se produjeron más de 6 millones de estos subfusiles hacia el final de la guerra. Los soviéticos frecuentemente armaban regimientos e incluso divisiones con este subfusil, otorgándoles una gran potencia de fuego a corta distancia. Miles más fueron lanzados tras las líneas enemigas para equipar grupos de partisanos que interrumpían las líneas de suministro y las comunicaciones de los alemanes.

### Guerra de Corea
Después de la guerra, el PPSh-41 fue suministrado en grandes cantidades a los estados clientelares de la Unión Soviética y a guerrillas comunistas. El Ejército Popular de Corea y los voluntarios chinos que combatieron en Corea recibieron grandes cantidades de este subfusil, además del Tipo 49 norcoreano y el Tipo 50 chino, que eran copias hechas bajo licencia del PPSh-41 con pequeñas diferencias mecánicas. El subfusil fue ampliamente utilizado durante toda la guerra de Corea. Aunque relativamente impreciso, con una alta cadencia de disparo, el PPSh-41 era muy apropiado para los combates a corta distancia que tuvieron lugar en aquel conflicto, especialmente durante la noche. Las fuerzas de las Naciones Unidas en posiciones defensivas o en patrullas frecuentemente tenían problemas al contestar con suficiente poder de fuego los ataques de compañías de infantería comunista armadas con el PPSh-41. Algunos oficiales de infantería estadounidenses consideraban al PPSh-41 como la mejor arma de la guerra; a pesar de que le faltaba la precisión del fusil M1 Garand o de la carabina M1, ofrecía mayor poder de fuego a corta distancia. Como lo dijo un capitán de infantería: "en modo automático rociaba muchas balas y la mayoría de bajas en Corea ocurrieron a muy corta distancia y rápidamente - era cuestión de quién respondía más rápido. En situaciones como esas sobrepasaba a todo lo que teníamos. Un ataque contra una patrulla terminaba muy rápido y usualmente perdíamos debido a esto".

## Características

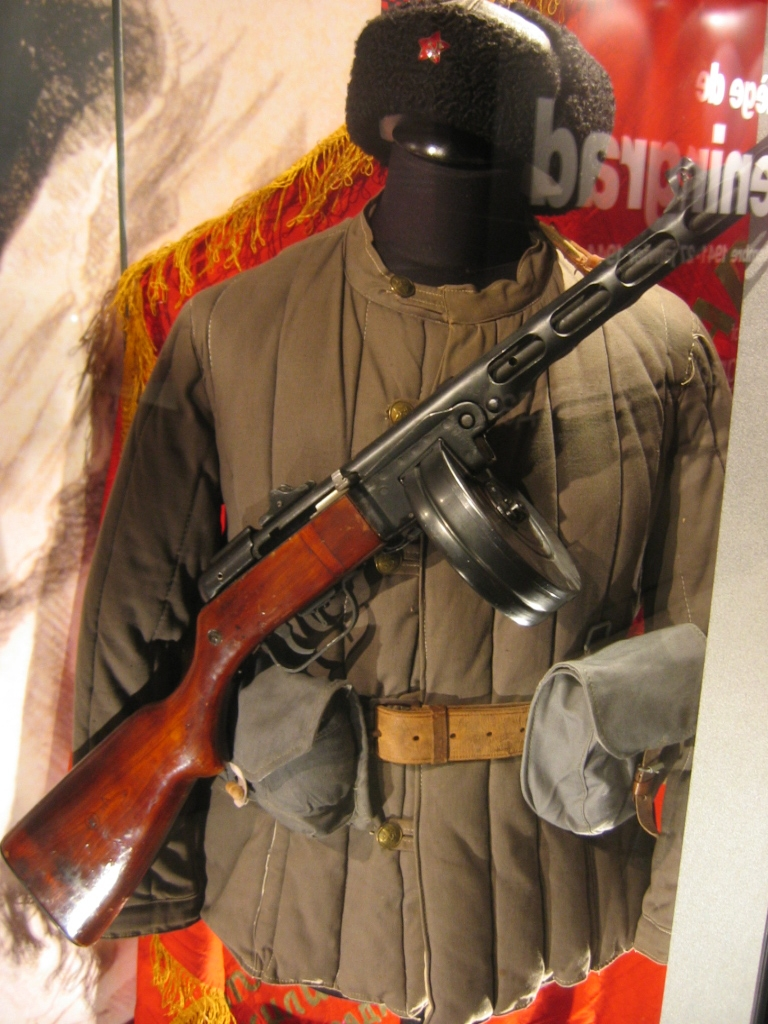
Un PPSh-41 junto a un uniforme soviético de la Segunda Guerra Mundial.

El PPSh-41 disparaba el cartucho soviético de pistola estándar 7,62 x 25 Tókarev. Pesando aproximadamente 5,45 kg (12 libras) con un tambor de 71 cartuchos y 4,32 kg (9,5 libras) con un cargador curvo de 35 cartuchos, este subfusil podía hacer 1000 disparos/min, una cadencia de disparo muy alta en comparación con otros subfusiles de la Segunda Guerra Mundial. Era un arma durable y de bajo mantenimiento hecha de materiales baratos y sencillos de obtener, principalmente chapa de acero estampada y madera. Los últimos modelos del PPSh-41 eyectaban por encima del cajón de mecanismos y tenían un alza pivotante en "L" que podía ajustarse para alcances de 100 y 200 metros. Se incorporó un tosco freno de boca en la camisa del cañón, para reducir la elevación del subfusil al disparar en modo automático. El freno de boca fue también exitoso, reduciendo notablemente el retroceso. El PPSh-41 también tenía un cajón de mecanismos abisagrado para facilitar su desarme y limpieza. Su cañón con ánima y recámara cromadas le permitía resistir el uso de munición con fulminante corrosivo y los largos intervalos entre cada limpieza. No tenía empuñadura frontal o guardamano, por lo que el tirador generalmente tenía que agarrar el arma con la mano detrás del tambor o sujetar la parte inferior de este. Aunque los cargadores curvos de 35 balas estaban disponibles a partir de 1942, en la Segunda Guerra Mundial el soldado soviético promedio prefería tener un tambor de 71 cartuchos como cargador inicial del arma.
El tambor del PPSh-41 era una copia del tambor del subfusil finlandés Suomi M31, que tenía una capacidad de 71 cartuchos. Pero en la práctica era frecuente que ocurrieran problemas de alimentación al emplearse 65 cartuchos o más. Además de problemas de alimentación, el tambor era lento y más difícil de recargar que los posteriores cargadores curvos de 35 cartuchos que complementaron al tambor después de 1942. A pesar de contener menos cartuchos, el cargador curvo tenía la ventaja de ofrecer un mejor agarre para la mano. Aunque el PPSh-41 estaba equipado con un seguro deslizante, todavía presentaba un alto riesgo de disparos accidentales al caer o ser golpeado por ser un subfusil que dispara a cerrojo abierto.
Debido a la escasez de material que se vivió con mayor intensidad durante el sitio de Leningrado, entró en servicio un subfusil aún más simple, el PPS-43, que no llegó a reemplazar al PPSh-41. El PPSh-41 fue sustituido por el fusil de asalto AK-47, que empleaba el cartucho 7,62 x 39, a partir de 1949.[cita requerida]

## Usuarios
- Albania[16]

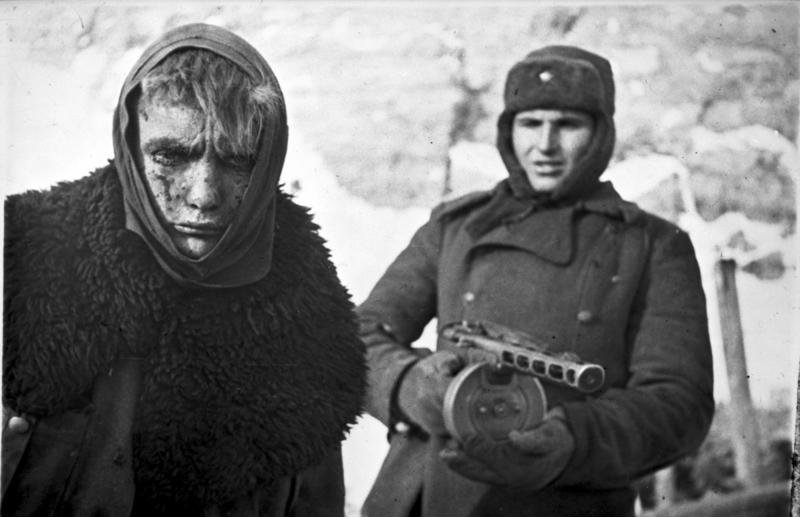
Soldado soviético armado con un PPSh-41 conduce al cautiverio a un prisionero alemán tras la Batalla de Stalingrado, 1943.

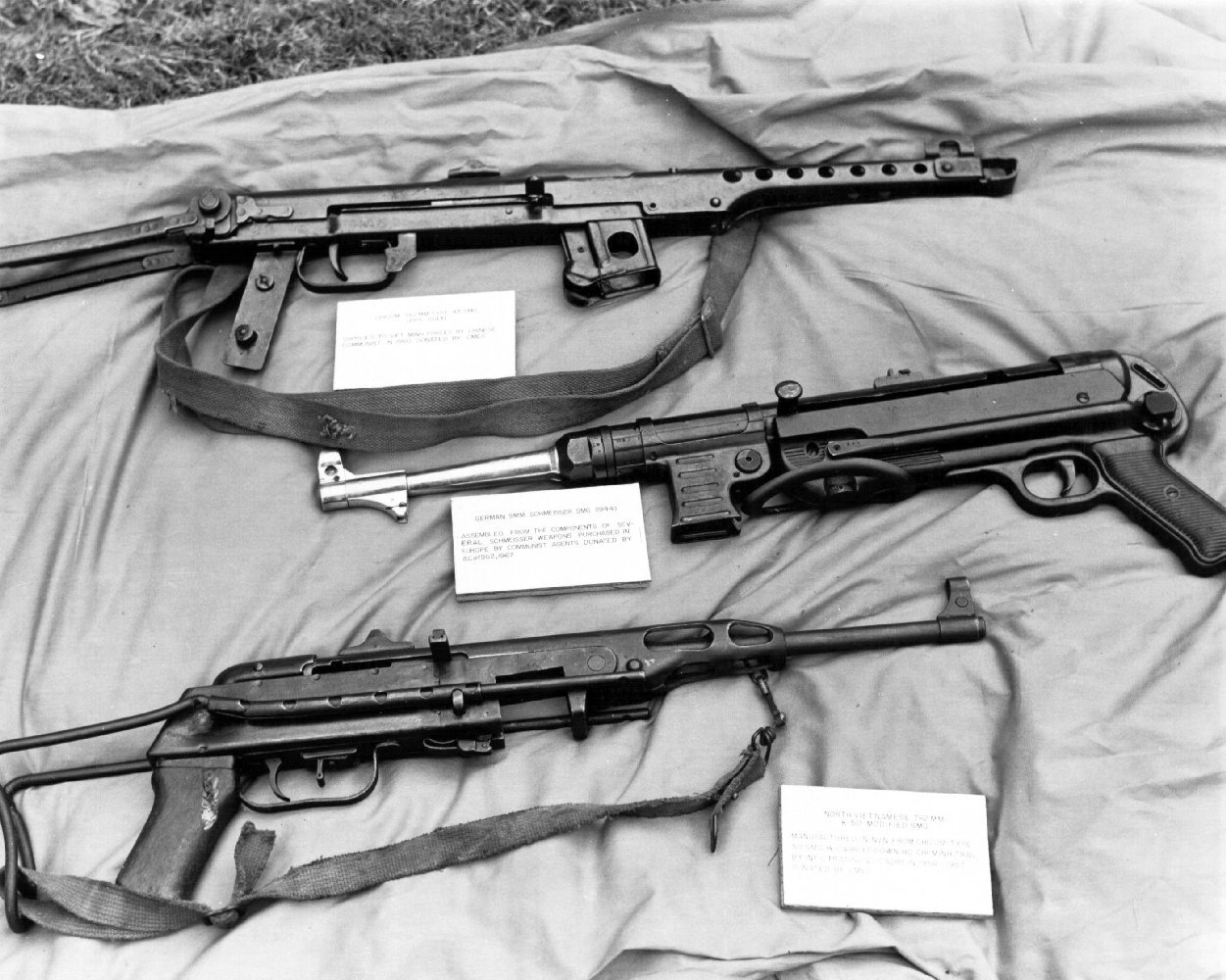
Tres subfusiles capturados al Ejército norvietnamita. De arriba hacia abajo: PPS-43, MP40 y K-50M.

- Alemania nazi: empleó subfusiles PPSh-41 capturados (MP717(r)) o recalibrados (MP41(r)).[8]
- Alemania Oriental: hasta la reunificación.
- Camboya: usado por los Jemeres Rojos contra el gobierno de Lon Nol en la guerra civil camboyana (1967-1975).
- China: fabricó copias sin licencia bajo la denominación Tipo 50.[17]
- Corea del Norte: fabricó copias bajo licencia con la denominación Tipo 49.[18]
- Cuba[19]
- Finlandia: empleó subfusiles PPSh-41 capturados durante la Guerra de Continuación.[20][21]
- Guinea[16]
- Hungría: capturó y empleó subfusiles PPSh-41 a inicios de la década de 1940. Produjo una versión local a inicios de la década de 1950.[22][23]
- Irán: produjo una versión local con alza tangencial en la década de 1940.[23][24]
- Laos[16]
- Polonia: produjo una versión local, idéntica al último modelo soviético.[25]
- Rumania: capturó y empleó subfusiles PPSh-41 entre 1941-1944. Los fabricó bajo licencia durante la década de 1950 en la Fábrica de Armas de Cugir con la denominación PM PPȘ Md. 1952.[26][27]
- Unión Soviética: entró en servicio con el Ejército Rojo en 1942.[17]
- Vietnam: el Vietcong principalmente empleó el K-50M durante la guerra de Vietnam.[16]
- Yugoslavia: produjo una variante local conocida como Subfusil M49.[28][29]
- Zimbabue[2]

## Variantes
- Tipo 50: versión china del PPSh-41. Al contrario de su equivalente soviético, solo acepta cargadores curvos.[18]
- Tipo 49: versión norcoreana del PPSh-41. Este modelo solo acepta tambores.[18]
- K-50M: subfusil vietnamita basado en los Tipo 50 suministrados por China durante la guerra de Vietnam. Su principal diferencia fue el recortado de 76 mm de la camisa de enfriamiento y el empleo del punto de mira del subfusil francés MAT-49.[30] Otros cambios incluían un pistolete, una culata de alambre de acero (reciclada del MAT-49) y un cañón más corto.[31] Todos estos cambios aligeraron por 500 g (1,1 libra) al K-50M con sus 3,4 kg (7,5 libras), frente a los 3,9 kg (8,6 libras) del PPSh-41.[32] El K-50M usa un cargador curvo de 35 cartuchos, pero puede emplear el tambor de 71 cartuchos si la culata está completamente extendida.[31]
- MP41(r): un PPSh-41 capturado y recalibrado a 9 mm para ser empleado por los alemanes.
- M49: el M49 fue una variante yugoslava del PPSh-41, aunque difería en aspectos como el cañón y el cajón de mecanismos.
- PPS-50: versión semiautomática del PPSh-41 fabricada por Pietta para el mercado civil de armas canadiense. Emplea el cartucho .22 LR. Los cargadores incluyen curvos de 30 cartuchos y tambores de 50 cartuchos.
- SKL-41: versión semiautomática del PPSh-41 que está disponible en el mercado de armas alemán desde el 2008. Esta versión emplea el cartucho 9 x 19, pudiendo ser alimentada mediante réplicas de los cargadores originales así como cargadores del MP40.